# Ngounié (cours d'eau)
Pour la province, voir Ngounié.
La Ngounié est une rivière d'Afrique, affluent de l'Ogooué, dont le cours se situe au Gabon, dans la province éponyme. Elle traverse le chef-lieu de la province, Mouila, puis la ville de Fougamou avant de rejoindre l'Ogooué en amont de Lambaréné.